# Effraie de Manus
Tyto manusi
Espèce
Statut CITES
L'Effraie de Manus (Tyto manusi) est une espèce d'oiseaux de la famille des Tytonidae.

## Répartition
Cette espèce est endémique de l'île de Manus dans les îles de l'Amirauté dans l'archipel Bismarck en Papouasie-Nouvelle-Guinée.